# Alice Orlowski
Alice Orlowski (Berlim, 30 de setembro de 1903 - Düsseldorf, 21 de maio de 1976) foi uma guarda dos campos de concentração na Polônia ocupada pelos nazistas durante a Segunda Guerra Mundial. Após a guerra, ela foi condenada por crimes de guerra.  
Nascida como Alice Minna Elisabeth Elling, começou a treinar como guarda no campo de concentração de Ravensbrück, na Alemanha, em 1941. Em outubro de 1942, foi selecionada para atuar no campo de concentração de Majdanek, na Polônia ocupada, onde, junto com Hermine Braunsteiner, se tornaram as duas guardas mais violentas. Orlowski e Braunsteiner regularmente supervisionavam mulheres a serem destinadas a morte na câmara de gás. Quando uma criança era deixada, as duas a jogavam em cima dos adultos como bagagem e trancavam a porta. Orlowski supervisionou mais de 100 prisioneiros, na qual selecionava e retirava os itens daqueles que haviam sido mortos: relógios, peles, casacos, ouro, jóias, dinheiro, brinquedos, óculos e assim por diante. Quando o campo foi evacuado, os alemães enviaram Orlowski ao notório campo de concentração de Plaszow nos arredores de Cracóvia. No início de janeiro de 1945, Orlowski estava entre as mulheres da SS na marcha da morte (onde ocorreu o deslocamento de milhões de judeus de vários campos de concentração nazi), e foi durante esse período que seu comportamento, anteriormente observado como violento e sádico, se tornou mais humano. Orlowski confortou os internos e até dormiu ao lado deles no chão do lado de fora. Ela também trouxe água para aqueles que estavam com sede. Não se sabe por que sua atitude mudou, mas alguns especulam que ela sentiu que a guerra estava quase no fim e que em breve seria julgada como criminosa de guerra.

## Pós-guerra
Depois que a guerra terminou em maio de 1945, Orlowski foi capturada pelas forças soviéticas e extraditada para a Polônia para ser julgada por crimes de guerra. Em 1947 durante o julgamento de Auschwitz, Orlowski foi condenada a prisão perpétua mas foi libertada em 1957 após cumprir apenas 10 anos. Em 1975, Orlowski foi levada novamente ao tribunal em Düsseldorf durante o julgamento de Majdanek, mas morreu em maio de 1976, antes que o juiz a julgasse. 